# Mesen
Mesen (in francese Messines) è un comune belga di 1 040 abitanti, situato nella provincia fiamminga delle Fiandre Occidentali. Mesen è il comune più piccolo con titolo di città in Belgio. Fa parte dei comuni a facilitazione linguistica.